# Българо-османски войни
Българо-османските войни са войни, водени от различни български държави или българския народ срещу Османската империя между 1371 и 1923 г. От 1371 до 1422 г. се водят войни между разпадащото се Второ българско царство и новопоявилата се ислямска сила – османските турци, за съхраняване на българската държава. Войната приключва с гибелта на една от най-могъщите европейски държави – Второто българско царство, през 1396 г. Последният опит на династията на Шишмановците да я възстановят приключва неуспешно през 1422 г. В резултат на войните Османската империя разпростира територията си на Балканите от река Дунав до Егейско море. Между 1422 г. и 1878 г. българите водят борба за възстановяване на своята държавност. След около петвековно османско владичество, те постигат това възстановяване през 1878 г. с подписването на Санстефанския договор и последвалия го Берлински договор. След 1878 г. Княжество България не води войни с Османската империя, но българската общност в останалите неосвободени земи продължава своята съпротива, най-вече в областите Македония и Южна Тракия. Царство България води две войни с Османската империя (1912 и 1913 г.). Ето защо войните от 1878 г. до 1913 г. са свързани с опитите за национално обединение на българските земи и народ.

## Първи въоръжени стълкновения с турците
Основна статия: Момчил войвода
В края на първата половина на 14 век във Византия се води ожесточена гражданска война, между династиите на Палеолог и Кантакузин. Водачите им охотно приемат на своя страна всеки възможен съюзник или наемник, пренебрегвайки напълно отражението на действията му върху съдбата на местното население и дългосрочните интереси на страната.
Българският цар подкрепя Йоан Палеолог, чиято крепост е Константинопол. Йоан Кантакузин, от друга страна, проявява склонност да прибягва към използването на малоазийски наемници от османски и селджукски произход, чийто бандитски набези скоро стават обичайно явление за цяла Тракия. Въпреки че са техни съюзници, византийците нямат пълен контрол над наемниците и те опустошават района, организирайки набези за плячка срещу българските територии.
В 1344 г. независимият български владетел на Родопите и Беломорска Тракия – севастократор Момчил, чиято армия наброява 5000 души, заема важна роля във византийската гражданска война. В началото той подкрепя Йоан Кантакузин, но от пролетта на 1344 г. го изоставя поради зверствата на османските му съюзници. През юни той нанася поражение на османския флот в Битката при Абдера при Порто Лагос, като през нощта изпраща кораби, които запалват закотвените плавателни съдове на врага. Скоро след това Кантакузин е победен в сражението при Мосинопол.
Момчил е сред първите местни управители, които осъзнават надвисналата османска опасност. Той моли царя на България и византийския император за помощ, но не получава такава. Въпреки това деспотът продължава борбата в източната част на Родопите. През май 1345 г. турците, водени от емира на Айдън Умур бег, се прехвърлят от Мала Азия на Балканите и правят унищожителни набези над българските територии, отвличайки много хора и добитък. Скоро след това, на 7 юли 1345 г., обединените турско-византийски войски на Умур бег и Кантакузин, добили подавляващо числено превъзходство, атакуват българският отряд на Момчил и побеждават в битката при Буруград (Перитор) близо до столицата на севастократора – Царево (Ксанти), Момчил загива в сражението.

## Военни действия по времето на цар Иван Александър
По време на гражданската война във Византийската империя Иван Александър поема управлението над няколко града в Тракия и Родопите, но неговите чести намеси във вътрешните работи на Империята затрудняват близките отношения между двете страни, въпреки сключеното примирие от 1332 г.
Битка при Питион. В октомври 1352 г. e първата голяма битка с османските турци в Европа. Сражението става при Питион (Pythion) до Димотика където съюзените сили на византийския император Йоан V Палеолог, българския цар Иван-Александър и пратените от сръбския крал Стефан Душан се сбъскват с крупна турска армия водена от Орхан и неголеми сили на съюзника му византийския съимператор Йоан VI Кантакузин, Османците побеждават и заемат в 1353 обещаната им от Кантакузин като награда крепост Цимпе на Галиполския полуостров – първата територия на континента придобита от османците, превърнала се в плацдарм за настъплението на турците в Европа.
Победилите при Питион нови турски сили нападат България, опустошавайки южната ѝ част и завръщайки се с огромна плячка. Айтос, Ямбол и Пловдив най-много пострадват от нападенията. Овладяната от османците първа крепост в Европа Цимпе, намираща се на полуостров Галиполи, има стратегическо значение на Балканите. Тя става техен плацдарм за нахлуването им в Европа. Скоро след това нашествениците твърдо стъпват в земите на Източна Европа. Между 1352 г. и 1354 г. са разорени поселенията между Ямбол и Пловдив, както и тези по долното поречие на реките Марица и Тунджа.
През 1355 г. османските турци започват настъпление в направление София (Средец), но са пресрещнати от българската войска командвана от престолонаследника на Иван Александър – Михаил IV Асен, в околностите на града, близо до Ихтиман. В последвалата битка турците са отхвърлени. И двете страни претърпяват тежки загуби, в боя загива младият български принц Михаил Асен, турците не достигат София и са така респектирани, че следващото им нападение в тази посока е чак след 27 години.

### Неосъщественият съюз
Нашествието предизвиква голяма тревога не само в Търново, но и в Константинопол, като Йоан Кантакузин е принуден да абдикира. Така един от главните виновници за османската инвазия, с оглед на своята недалновидност, е свален от политическата сцена. Изправени срещу тази заплаха, България и Византия правят опит за сближаване. През 1355 г. дъщерята на българския цар Кераца се омъжва за сина на новия византийски император Йоан V Палеолог – Андроник. Новите отношения между династиите в Търновград и Константинопол се явяват като пречка пред нашествениците, но въпреки очакванията споразумението не довежда до резултат.
През този период Българската и Византийската империи все още представляват основната политическа сила на Балканите и единствените страни способни да се противопоставят на османците. След смъртта на Стефан Душан на 20 декември 1355 г. Душановото царство губи своето политическо влияние и своята обширна, но етнически разнообразна държава, която се разпада на множество малки владения. Между 1354 г. и 1364 г. турците се превръщат в неоспорими хегемони на Тракия като редица важни крепости и градове падат под техните обсади, включително Пловдив и Стара Загора. От края на 50-те години на века някои османски отряди дори достигат околностите на Константинопол и императорът взема мерки за поправка на крепостните стени. Записките на османския хронист Садедин и други свидетелстват, че напредъкът на туците между 1359 г. и 1364 г. включва разрушения в невиждан мащаб и пълно обезлюдяване на определени райони. Опустошени са градовете Пловдив, Стара Загора, Сливен, а други като Венец и Сотирград изчезват завинаги. Опустошението е придружено от масови кланета и изселване на хора в Мала Азия.
Към пълна липса на координация между двете империи се прибавя и спорът им за черноморските пристанища Несебър и Поморие. Българите успяват да ги защитят през 1364 г. Този изобщо малък конфликт окончателно съсипва опитите за помирение на България и Византия пред лицето на общия враг.
В 1361 г. Димотика пада под османска власт и става първата османска столица в Европейските земи. 

### Последните години на Иван Александър
Българските владения имат и други проблеми: през 1365 г. унгарският крал Лайош I напада северозападните български земи, превзема територията на Видинското царство и пленява най-стария син на царя Иван Срацимир. В безплодните и отчаяни опити да си върне владичеството на Видин (Бъдин) Иван Александър дори използва османски наемници.. Обаче през лятото на 1369 г. българският цар си възвръща властта над Видинската област с помощта на влашкия войвода Владислав I . Това е неговият последен успех; на 17 февруари 1371 г. той умира.
След смъртта на Иван Александър българските земи се разпадат на няколко независими държави. По-голямата част от територията със столица Търново е под управлението на третия му син Иван Шишман, във Видин и неговата област управлява Иван Срацимир, а деспот Добротица държи Добруджанското деспотство, докато Македония, Западните български земи и сръбските земи, които преди разпада от 1371 г. са били в състава на Душановото царство, са разделени на няколко феодални владения оглавявани от местни деспоти.

## Битката при Черномен и последствия
През 1371 г. двама феодални управители в Македония организират поход срещу турците. Прилепският крал Вълкашин и брат му – деспотът на Сяр – Углеша, събират огромна християнска войска и опълчение, за да възпрат османското нашествие. Углеша, чиито земи граничат с османските турци на изток осъзнава, че ако османските шайки не бъдат спрени скоро, те ще завладеят целия регион, поради което отправя призив за помощ към брат си и останалите владетели. Армията на двамата братя е значително по-многобройна от тази на османските им противници. Тя се насочва на изток към тогавашната османска столица – Одрин. Според сведения, приемани за не много достоверни, тя наброява около 70 000 (според други източници 20 000) души. Когато достигат до Черномен по долното поречие на Марица, техният лагер е атакуван през нощта на 26 септември от значително по-малка сила под водачеството на Лала Шахин и християнската армия на съюзниците е разгромена. Вълкашин и Углеша, заедно с по-голямата част от армията, намират смъртта си в среднощната схватка.
Веднага след битката ордите на Мурад I се насочват към вътрешността на българските земи и принуждават младия цар Иван Шишман да се оттегли обратно на север от Стара планина. Османската армия опустошава северна Тракия. Много крепости падат след продължителна обсада. Град Ямбол (Дъбилин) се бори срещу вражеските пълчища под командването на Тимурташ с месеци, но поради недостига на храна и продоволствия защитниците са принудени да се предадат. По време на боевете по южните склонове на Стара планина един от войводите на Шишман – Шишкин, е убит. Скоро след това османците завладяват Родопите, Костенец, Ихтиман и Самоков в днешните югозападни български земи. Скоро след това, през 1372 г. османците отново правят опит да завладеят София но още при чамурлийското поле са пресрещнати от българска войска предвождана от Иван Асен V. Битката е ожесточена, и двете страни претърпяват тежки загуби, самият Иван Асен загива, но османското настъпление е преустановено. През 1373 г. Иван Шишман води преговори за мир с османците. Мирният договор е унизителен: търновският цар трябва да стане османски васал и да даде сестра си Кера-Тамара за съпруга на Мурад. Като компенсация османците връщат някои завладени територии, включително Ихтиман и Самоков.
Между 1371 г. и 1373 г. османците се явяват като значителна сила, която всеки балкански владетел е трябвало да вземе под внимание. Те установяват властта си над цяла Тракия, както и завладените земи на Углеша в Източна Македония. Синът на Вълкашин Марко и Иван Шишман също са принудени да станат османски васали.

### Падането на Родопите
По време на същия период (1371 – 1373 г.) нашествениците вземат надмощие над Родопите, планина осеяна със силни и добре пазени крепости. Турците нахлуват от северните склонове на планината. След ожесточена съпротива пада и крепостта Раковица (днес в руини). Обсаждана е от силите на Дауд паша, а защитата се води от войводата Курт. След безуспешни опити да пленят замъка със сила, турците се съгласяват на преговори и българите се предават като запазват собствеността си.
Османците водят кървави сражения, за да завземат важната крепост в Родопите – Цепина. Девет месеца нейното население стоически отблъсква атаките, но накрая се предава в замяна на живота и собствеността си. след като турците, под командването на Дауд паша, отрязват източниците на вода. По същия начин е завзет и Асеновград (Станимака). След тежка обсада пада и крепостта Баткун в северните склонове на Родопите. Нейният командир Георги е убит с хората си при финалното нападение.
Османците се изправят срещу много упорита съпротива във вътрешността на родопския масив. Централните зони са завладени от две войски командвани от Джедит и Ибрахим паша. Джедит паша напредва по пътя Станимака – Бачковски манастир по долината на Чепеларската река, а Ибрахим тръгва от Пловдив през Първенец, а после през долината на река Въча. Сраженията започват край укрепени селища и местности като Зареница, Заград, Градище, Чилтепе и Каракула (разположени по протежението на долината на Въча), Имаретдере и Момина вода (с прилежащи възвишения в близост до Ардино) и други. Особено ожесточена е битката при Момина вода, където един от видните османски лидери Сара Баба е убит. Кървави битки има още и при Каракула, където друг османски лидер – Енихан Баба, е убит.

## Падането на София
При София в 1349 г., 1355 г., 1372 г., 1380 г. и 1382 – 88 г. се води стратегичската битка срещу турците, тук българите дават най-ожесточен отпор на нашественика. Турските хронисти споменават цар Асен и бан Янука това може да са княз Иван Асен IV, както смята Й. Андреев, или Иван Асен V, братята на Иван Шишман. Фолклора пее за цар Ясен, Михаил Василич, Шишманович Яне и за самия Иван Шишман. Турското нашествие и двата пъти е отблъснато, но на невероятно висока цена убити са първо единия, а после и другия български престолонаследник. Второто поражение на турците явно е тежко, защото те се решават да атакуват отново едва след 27 години в 1380 г. С помощта на цар Иван Шишман войските им пак са отблъснати от средечани, но след предателство и с измама града е превзет от Лала Шахин, скоро след това падат крепостите Урвич, Бояна, Бистрица и др. а битките продължават до 1388 г.  С това сякаш са пречупени съпротивителните сили на България и към 1422 г. когато цар Константин II Асен умира в Белград тя е окончателно покорена.
Хронологично събитията, след като са отблъснати нападенията в 1349 и в 1355 г., се равиват по следния начин. Докато Иван Шишман отчаяно се опитва да се съпротивлява на силния османски натиск, неговият брат Иван Срацимир не само, че не изпраща подкрепление или помощ, но се опитва и да използва затруднението на брат си, за да разшири владенията си към определени райони на Търновското царство. Когато вниманието на Шишман е насочено на юг, Иван Срацимир взема контрола над важния град София, за който двамата братя отдавна спорят помежду си. От 1373 г. обаче градът отново е в пределите на Търновското царство и е възможно да е имало военни действия между двете български държави. Деспот Добротица също не дава никаква подкрепа на търновския цар. Той е във война с Генуа и е замесен във вътрешните работи на Трапезундската империя, опитвайки се да сложи на трона ѝ своя зет.
След временното затишие, което последвало след 1373 г., през 1380 г. османците възобновяват военните действия. С огромна войска султан Мурад се насочва към югозападните части на Търновското царство с намерението да завземе твърдината София. След кървави сблъсъци в долината на р. Златица турците се преместват към София и я обсаждат. Градът под командването на бан Янука се бори храбро и отблъсква всички атаки на превъзхождащите османски сили, начело на които е Лала Шахин. Той не съумява да продължи обсадата и бива принуден да се върне обратно към Одрин, където уведомява султана за провала си.  Турците успяват с подмолни действия да проникнат в София чак през 1382 г., когато един потурчен българин пленява бан Янука, докато последният е на лов и го изпраща при Лала Шахин, който по това време е в Пловдив. Оттам българският командир бива изпратен обратно в София, и когато защитниците виждат пленения си водач предават града на неприятеля.
Османците поставят силен гарнизон и довеждат мюсюлмански заселници от Мала Азия. На следващата година пада и Сяр. Новите османски успехи не успяват да обединят Иван Шишман и Иван Срацимир. Между 1384 г. и 1386 г. се води война между България и Влашко, като власите завземат няколко селища по поречието на Дунава, но по-късно биват победени и техният войвода Дан I бива посечен. Иван Срацимир взема участие във военните действията като съюзник на власите, което доказва пълната липса на координация между българските държави и задълбочаващата се липса на доверие между двамата братя.
След като си подсигуряват завладените местности около София, османците продължават своя поход на северозапад. Главната цел на Мурад е да разкъса връзките между Търново и Моравското княжество, защото въпреки че Иван Шишман привидно е османски васал, Мурад му няма доверие и знае, че българският управител чака подходяща възможност, за да се обърне срещу своя сюзерен. През 1386 г. турците завладяват Пирот и Ниш след тежки сражения, убивайки и поробвайки много българи.

## Кампанията от 1388 година
Напредването на османците в централните части на Балканския полуостров предизвиква сериозна тревога не само у Иван Шишман, но и у тъста му княз Лазар. Княз Лазар и коронованият босненски крал Твърдко I организират антиосманско съглашение и българският цар се присъединява към тях, но не успява да изпрати войски. През 1387 г. обединените християнски сили отбелязват победа срещу османците в битката при Плочник.
Християнските държави обаче не правят никакъв опит да се възползват от победата, като османското окопитване и реакция ги изпреварват. През 1388 г. 30 000-на армия командвана от Али паша преминава през източната част на Стара планина и нанася своя удар дълбоко в северните части на днешна Северна България. Българите са напълно изненадани и нашествениците завладяват Овеч, Шумен, Мадара и други градове. Поради изненадващата кампания градовете и крепостите не могат да организират добра защита, но след първоначалния шок взимат предпазни мерки. Когато армията на Али паша обсажда Варна, защитниците твърдо се защитават и турците трябва да изоставят обсадата и да се насочат на север.
В Тутракан гражданите позволяват турците да настанят малък гаризон, но впоследствие ги избиват и се приготвят за обсада. Али паша незабавно изгаря околните поля и скоро гладуващият град е принуден да се предаде. След този успех, османците напредват на запад към Никопол, който е една от най-силните крепости на Дунав. Защитата е организирана от Иван Шишман, който тогава е в града. Макар османците да имат около 30 000 души, те не успяват да го завземат и Али паша търси подкрепления от самия Мурад. Според Садедин султанът сам дошъл до Никопол с огромна войска и с твърдото решение да завземе града на всяка цена. Изправяйки се срещу този враг, Иван Шишман е принуден да иска мир. Мурад се съгласява и българите запазват Никопол, но са принудени да отстъпят друга ключова българска крепост на Дунава – Силистра (Дръстър). Все пак, когато Али паша достига твърдината, българите отказват да предадат града доброволно. Мурад обсажда Никопол за втори път и тогава Иван Шишман се съгласява на османските условия, като турски гарнизон бива разположен в Силистра.
В резултат на похода турците завземат голяма част от територията на днешна Източна България, включително няколко ключови градове. Властта на Иван Шишман се ограничава до земите на запад от столицата Търново и няколко крепости по поречието на Дунава. На изток българите запазват Варна и столицата на Добруджанско деспотство Калиакра. Вероятно по това време Иван Срацимир става османски васал. В отговор на похода на Али Паша, Иван Шишман се опитва да отвърне на атаките като временно овладява шуменската крепост, а Мирчо Стари начело с влашки и български войски достига до Карнобат, където разгромява османски лагер. През 1393 година османците провеждат успешна обсада на Търново и града минава в техни ръце, Никополската крепост отново е обсадена от османските турци но без успех, Иван Шишман обаче отново е принуден да сключи унизителен мир а териториите му се ограничават до Дунава като управлява Никопол и няколко други крепости. Българският цар прави последен опит на съпротива като свиква останалите му войски в столицата му. 
В намерените извори от Клементина Иванова чернови писма в ръкопис от Букурещ, които по-късно били селектирани и прегледани от археолога Николай Овчаров пише следващото:
"Господарят Търновски до тебе Бауле. За това (да пристигнат) при мен тук войниците. По-бързо да дойдат тук командирите си... в Никопол по заповед на Господството ми!"
И още:
"Господарят Търновски ти запова на тебе Алдемире. За това (да пристигнат) при мен тук войниците. По-бързо да дойдат тук с командирите си... в Никопол по заповед на господството ми!"
Не е сигурно дали събраните от Иван Шишман войски участват в битката при Ровине но скоро след сражението, през 1395 г. българският владетел е заловен от османските турци в Холъвник по време на опит за бягство към Никополската крепост и е екзекутиран на 3 юли.

## Край на Второто българско царство
Според общоприетата дата от българската историография, Втората българска държава пада през 1396 г.
През 1402 г. след битката при Ангора, Баязид е пленен от монголския владетел Тимур и в Османската империя започва период познат като османско междуцарствие. В османската държава започва гражданска война между синовете на Баязид: Сюлейман, Муса и Мехмед Челеби. Българите от северозападна България начело на Константин II Асен и Фружин Шишман се възползват от ситуацията и правят опит да отхвърлят турската власт в така нареченото въстание на Константин и Фружин през 1408 г.